# História da Igreja Ortodoxa
A História da Igreja Ortodoxa é a formação, os eventos e a transformação da Igreja Ortodoxa ao longo do tempo. De acordo com a tradição ortodoxa, a história da Igreja Ortodoxa remonta a Jesus Cristo e aos apóstolos. Os apóstolos nomearam sucessores, conhecidos como bispos, e eles, por sua vez, nomearam outros bispos em um processo conhecido como sucessão apostólica. Com o tempo, cinco patriarcados foram estabelecidos para organizar o mundo cristão, e quatro desses antigos patriarcados permanecem ortodoxos até hoje. O cristianismo ortodoxo alcançou sua forma atual no final da Antiguidade (no período entre os séculos III e VIII), quando os concílios ecumênicos foram realizados, as disputas doutrinárias foram resolvidas, os Padres da Igreja viveram e escreveram, e as práticas de adoração ortodoxas se estabeleceram em sua forma permanente (incluindo as liturgias e os principais feriados da Igreja).
No início do período medieval, os missionários ortodoxos espalharam o cristianismo para o norte, para os búlgaros, sérvios, russos e outros. Enquanto isso, ocorreu um processo gradual de distanciamento entre os quatro Patriarcados orientais e a Igreja latina de Roma, culminando com o Grande Cisma no século XI, no qual a Ortodoxia e a Igreja latina (mais tarde chamada de Igreja Católica Romana) se separaram. No final da Idade Média, a Queda de Constantinopla colocou grande parte dos cristãos ortodoxos do mundo sob o domínio dos turcos otomanos. No entanto, a Ortodoxia continuou a florescer na Rússia, bem como dentro do Império Otomano, entre os povos cristãos submetidos a ele. Quando o Império Otomano entrou em declínio no século XIX e várias nações de maioria ortodoxa recuperaram sua independência, elas organizaram várias novas Igrejas ortodoxas autocéfalas no sul e no leste da Europa.
As jurisdições ortodoxas com o maior número de adeptos nos tempos modernos são as Igrejas ortodoxas russa e romena. As mais antigas comunidades ortodoxas existentes atualmente são as Igrejas de Jerusalém, Antioquia, Alexandria, Constantinopla e Geórgia.